# Oliver Sacks
Oliver Wolf Sacks (ur. 9 lipca 1933 w Londynie, zm. 30 sierpnia 2015 w Nowym Jorku) – angielski lekarz, neurolog, od 1960 mieszkał w Stanach Zjednoczonych; autor wielu książek popularnonaukowych, profesor neurologii na Uniwersytecie Columbia.
Był krewnym Roberta Aumanna i Abby Ebana. W wykładzie udzielonym na konferencji TED Oliver Sacks wyjawił, iż rozpoznał u siebie zespół Charles’a Bonneta.

## Książki
- Migraine (1970) (polskie wydanie: Migrena, Zysk i S-ka, 2012)
- Awakenings (1973) (polskie wydanie: Przebudzenia, Zysk i S-ka, 1997; na podstawie książki nakręcono film pod tym samym tytułem)
- A Leg to Stand On (1984) (polskie wydanie: Stanąć na nogi)
- The Man Who Mistook His Wife for a Hat (1985) (polskie wydanie: Mężczyzna, który pomylił swoją żonę z kapeluszem)
- Seeing Voices: A Journey into the Land of the Deaf (1989) (polskie wydanie: Zobaczyć głos)
- An Anthropologist on Mars (1995) (polskie wydanie: Antropolog na Marsie)
- The Island of the Colorblind (1997) (polskie wydanie: Wyspa daltonistów i wyspa sagowców)
- Uncle Tungsten: Memories of a Chemical Boyhood (2001)
- Oaxaca Journal (2002)
- Musicophilia: Tales of Music and the Brain (2007) (polskie wydanie: Muzykofilia: Opowieści o muzyce i mózgu, Zysk i S-ka, 2009)
- The Mind's Eye (2010) (polskie wydanie: Oko umysłu, Zysk i S-ka, 2011)
- Hallucinations (2012) (polskie wydanie: Halucynacje, Zysk i S-ka, 2014)
- On the Move: A Life (2015) (polskie wydanie: Stale w ruchu, Zysk i S-ka, 2015)
- The River of Consciousness (2017) (polskie wydanie: Rzeka świadomości, Zysk i S-ka, 2018)